# Alzenau
Alzenau é uma cidade da Alemanha, localizado no distrito Aschaffenburg, no estado de Baviera.